# リン脂質
リン脂質（リンししつ、Phospholipid）は、構造中にリン酸エステル部位をもつ脂質の総称。両親媒性を持ち、脂質二重層を形成して糖脂質やコレステロールと共に細胞膜の主要な構成成分となるほか、生体内でのシグナル伝達にも関わる。

リン脂質の1種、ホスファチジルコリン（レシチン）の構造式。2つの脂肪酸（オレイン酸・パルミチン酸）・グリセリン・リン酸・コリンが複合した構造をもつ。

## 構造
一般的なリン脂質は、 グリセリンやスフィンゴシンを中心骨格として脂肪酸とリン酸が結合し、さらにリン酸にアルコールがエステル結合した構造をもつ。
アルコールには通常何らかの形で窒素が含まれる。脂肪酸やアルコールには様々な分子種があるため、組み合わせによってきわめて多くの種類が存在する。
リン酸は3価の酸であるため、3つのヒドロキシル基のうち2箇所が骨格ならびにアルコールとエステル結合を形成しても、残り1か所は電離してアニオンが生じる。構造中に疎水性の脂肪酸エステル部位と親水性のリン酸アニオン部位が共存するために、リン脂質は界面活性剤のような両親媒性を示し、水中では外側に親水性部を向けて疎水性部同士が集まることでベシクル状の安定な脂質二重層を形成する。

## 分類

グリセリン

リン脂質は、大きく分けてグリセリンを骨格とするグリセロリン脂質と、スフィンゴシンを骨格とするスフィンゴリン脂質の2つが存在する。
グリセリンのC1、C2位に脂肪酸が、C3位にリン酸がそれぞれエステル結合した分子をホスファチジン酸、ホスファチジン酸からC2位の脂肪酸が外れた分子をリゾホスファチジン酸という。C1には飽和脂肪酸が、C2位には不飽和脂肪酸が結合している場合が多い。古細菌の細胞膜では、脂肪酸がエステル結合でなくエーテル結合をしたエーテル型脂質も存在している。アルコールの種類としてはコリン・エタノールアミン・イノシトール・セリン・グリセリンなどを取りうる。

スフィンゴシン

スフィンゴシンはパルミチン酸とセリンから合成される物質で、グリセリンのC2位のヒドロキシ基がアミノ基で置き換わり、さらにC1位に長鎖アルキル基が結合した構造を持つ。このため、C2位は脂肪酸とアミド結合を形成する。スフィンゴリン脂質としてはスフィンゴミエリンが知られる。

## 生合成経路
グリセロリン脂質では、まずアルコールがキナーゼとアデノシン三リン酸 (ATP) によってリン酸エステル化される。次にシチジン二リン酸 (CTP) と反応し、活性アルコールとなる。これが1,2-ジグリセリドと反応することによって、グリセロリン脂質が生成する。ホスファチジルセリンはホスファチジルエタノールアミンのメチル化によっても生じる。
スフィンゴリン脂質（スフィンゴミエリン）は、以前は スフィンゴシンのアミノ基がアセチルCoAによってアセチル化されてセラミドが生じ、次にヒドロキシル基がCTPによって活性化されたコリンと反応してスフィンゴミエリンが生成するものと考えられていた。しかし、現在では中間生成物としてスフィンゴシンを経由しない経路が提唱されている。

## 役割
リン脂質は自己組織化によって脂質二重層を形成し、細胞膜の主要な構成要素となる他、細胞膜内外の物質移動に用いられる小さな脂質ベシクル（リポソーム）を形成する。脂質二重層は浸透性があり、柔軟で、流体のような特性をもつため、中のリン脂質やタンパク質は面内方向に比較的自由に動くことができる。
また、リン脂質がホスホリパーゼA2などの酵素によって分解されて生じるホスファチジン酸やリゾホスファチジン酸、あるいはアラキドン酸などの各種脂肪酸は、シグナル伝達において重要な役割を担っていることが明らかにされつつある。

## 主なリン脂質
- ホスファチジルコリン（Phosphatidylcholine） - レシチンともいう。コリン神経系でのアセチルコリン生合成経路におけるコリンの供給源となる。
- ホスファチジルエタノールアミン（Phosphatidylethanolamine） - セファリン（ケファリン、Cephalin）ともいう。
- ホスファチジルイノシトール - 細胞膜中の存在量は多くないが、PI3キナーゼなどの基質となり、シグナル伝達におけるセカンドメッセンジャーなどとしてはたらく。リン酸化の程度が異なる数種類が存在する。
- ホスファチジルセリン（Phosphatidylserine） - ホスファチジルエタノールアミンをカルボキシル化した構造を持つ。
- ホスファチジルグリセロール（Phosphatidylglycerol） - 植物の葉などに多く含まれる。
- ジホスファチジルグリセロール（Diphosphatidyl glycerol） - カルジオリピン（Cardiolipin） ともいう。電子伝達鎖を構成するミトコンドリアの内膜や葉緑体のチラコイド膜に含まれる。
- スフィンゴミエリン（Sphingomyelin） - 髄鞘に多く含まれる。

## 関連人物
- 松本亮 (薬学者)